# Dinochernes chalumeaui
Dinochernes chalumeaui är en spindeldjursart som beskrevs av Jacqueline Heurtault och Rebière 1983. Dinochernes chalumeaui ingår i släktet Dinochernes och familjen blindklokrypare. Inga underarter finns listade i Catalogue of Life.